# 建築写真

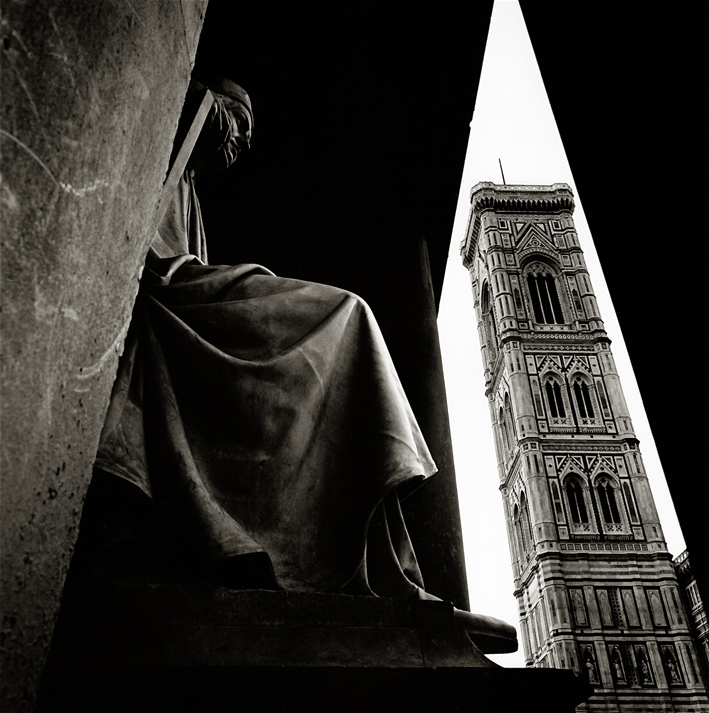
アウグスト・デ・ルカ: フィレンツェ, 1998

建築写真（けんちくしゃしん）とは、文字通り、建築物（建物）を撮影した写真のことである。建築物を風景や都市の一部として捉えて撮影された場合には、風景写真や都市写真であるとも、建築物の機能等に視点をおいて撮影される場合には、科学写真であるともいえる。しかし、最も純粋な意味での建築写真は、建築物のデザインを見る者に伝えることを目的としている。

## 歴史
建築写真家、建築家と不動産業者は、写真によって異なる要望を持っている。
手法としては、一般的には、ストレートフォトグラフィが取られるが、デザインの忠実な伝達を目的としない場合には、ピクトリアリスム等が採用されることもある。ただし、一見ストレートフォトグラフィ的な手法を取るものであっても、建築写真はその建築物自体の正しい見え方を写し取ったものとは必ずしも言えない。例えば、その構図としては、建物外観については二点透視図法、内観においては一点透視図法的な、いいかえれば静的かつ説明的ものが好まれ、あおりの調整によって垂直方向のパースペクティブを修正されるケースが殆んどである。また、どうしても写り込んでしまう人物や電柱や電線などを消去する作業が行われることも多い。さらに、公共的な施設であっても、極度に人物が少ない状況、もしくは全く居ない状況で撮影が行われる事が多い。これは、設計した建築家の設計時における設計意図を明確に表現するためだが、一方でこのような建築写真の恣意性や、硬直化・マンネリ化した表現を批判する意見もある。
- 建築写真の分類
- 撮影目的による分類

建築写真は撮影される目的により大きく二つに分類される。
- 歴史的遺産や建築家の作品など、建築物自体を芸術作品として捉えた写真
- 竣工アルバムや広告宣伝のために撮影される商業写真

- 撮影地点による分類

建築写真は、主にその撮影地点によって分類できる。
- 鳥瞰写真　周囲の高い建物から、もしくは航空機からの空撮によるもの。地上からの撮影では不可能な、敷地と建物の配置や、周囲の状況を示す。
- 外観写真　建物の外装の全体的なデザインを示す。
- 内観写真　建物の内部空間のデザインを示す。

他に、建物の細部（ディテール）をクローズアップしたものが撮られる場合もある。
- 時間帯による分類

また、撮られる時間帯によっても分類できる。
- 昼景　昼間の状況（主に建物外観）を示す。
- 夜景　照明の状況などを示す。
- 薄暮　日没の前後の状況を示す。

昼景の場合は建物内部が、夜景の場合は建物の外観が見えづらくなるため、外観と照明の状況の両方が記録できる薄暮の時間帯を狙って撮影が行われる事がある。

## 主な建築写真家
- 日本

著名な日本の建築写真家としては、二川幸夫が挙げられる。彼は自ら建築雑誌"GA"を発行して写真を発表するだけでなく、誌上にて活発な建築批評を行っており、建築ジャーナリズム界において重要な位置を占めている。また、建築専門のギャラリーや建築専門書店を経営するなどの活動も行っている。一般に、他分野の写真家が建築写真を撮影することは稀だが、近年では篠山紀信やホンマタカシ等の写真家が撮影したケースもあり、これは前述のマンネリ化から切り離れた写真が要求された結果と考えられる。
- 渡辺義雄　建築写真の第一人者で、文化功労者である。建築写真家集団設立（後の日本建築写真家協会）。
- 二川幸夫　雑誌"GA"発行人、東京千駄ヶ谷にGA Gallery、GA Bookshopを経営。
- 高井潔　日本建築写真家協会代表　写真集『民家〈上〉／〈下〉』（淡交社 2002年）等がある。
- 藤塚光政　月刊「インテリア」編集部を経て独立。雑誌「室内」の表紙写真を長く担当。写真集『ル・コルビュジエの全住宅』（TOTO出版 2001年）など。
- 小川重雄　小川重雄写真事務所主宰。元株式会社新建築社写真部長。母校の日本大学芸術学部写真学科で教鞭も執った。

- 世界
- ジュリウス・シュルマン　建築家ピエール・コーニッグ設計によるケース・スタディ・ハウスNo.22の写真が代表作である。
- ルシアン・エルヴェ　「一つの土地、二つの建築」以降多くの写真展。アルル国際写真フェスティバル大賞など受賞多数。多くの建築家の作品を撮影したが、中でもル・コルビュジエの建築作品を撮り続けたことで知られる。

- その他の写真家・美術家

（一般に建築写真家としては認識されていないが、建築写真を撮ったことのある写真家、もしくは被写体として建築物を好む写真家・美術家のリスト）
- ベルント＆ヒラ・ベッヒャー　工場や給水塔など、産業・インフラ関係の建築物を撮影した連作など。
- トーマス・ルフ　ヘルツォーク・デ・ムーロンの建築作品集や、ミース・ファン・デル・ローエの作品を題材にした「l.m.v.d.r.」など。
- 篠山紀信　建築家磯崎新と書籍「建築行脚」シリーズを共同執筆・撮影。
- ホンマタカシ　建築家妹島和世の作品を撮影、また六本木ヒルズ関連の撮影。また雑誌SWITCHで建築家貝島桃代の連載の写真撮影やカーサ・ブルータスでの連載など建築との関わりが深い。
- 宮本隆司　著名な近代建築の取り壊し過程や建設過程を撮影した作品など。
- 杉本博司　美術家。著名な近現代の建築物を、ピントを大幅に外して撮影した「建築」シリーズなど。
- 伊奈英次　雑誌東京人の建築特集などを中心に撮影している。また「zone」シリーズでは建築写真の技術で在日米軍基地を撮っている。
- 土門拳　室生寺をはじめとする古寺の作品など。